# 末永みゆ
末永 みゆ（すえなが みゆ、1995年11月4日 - ）は、日本の女優、グラビアアイドル。東京都出身。トキエンターアライヴ所属。
アイドルグループ「DokiDoki☆ドリームキャンパス（DDDC）」（活動休止中）および「アイロボ」Aチームのメンバー。担当カラーは赤。

## 略歴
2010年頃よりジュニアアイドルモデルとして活動。2011年にDokiDoki☆ドリームキャンパスに加入し、2013年、日テレジェニック2013に1位で選出。
2015年1月より、グループ混成アイドルユニット・オーガニック（本物）に参加、6月にはロボットと着物を愛するアイドル・アイロボにも参加（元は14年11月に末永・森谷まりんでDDDCとロボットレストランとコラボした ITF台北國際旅展出演の成功がきっかけ）と、同時期に複数のユニットで活動していた。
2015年9月、ミスiD2016セミファイナリストに選出され、11月、ファイナルに進出した。
2015年9月より、スパークルシティ木更津を拠点に木更津駅西口を活性化するローカルヒーロー『超電光スパークルZ』のスパークルファイア / 君嶋綾陽を演じる。アクションショー出演等を経て2016年2月よりテレビ放送が開始された。
2016年7月にはチバテレビで放送されている高校野球応援番組『高校野球全力応援TV ガチファン』のアシスタントMCをつとめた。
2018年より、プロサッカークラブ ジェフユナイテッド市原・千葉のプロモーションチーム『acure MERMAID（アキュアマーメイド）』のメンバーに加入。2020年シーズンよりキャプテンを務める。同年シーズン終了とともにアキュアマーメイドを卒業。
2020年5月26日、公式YouTubeチャンネルを開設。編集、撮影は自身で行っている。
2021年12月31日、トキエンタテインメントより新たに設立された関連会社「トキエンターアライヴ」所属となり事務所を移籍。舞台女優活動に重きを置くようになる。
2022年6月18日を以てアイドルグループ「アイロボ」を卒業。当初は2020年3月を以て卒業することを発表していたが、新型コロナウイルス感染拡大に伴い卒業ライブ実施が困難となったため延期となっていた。ただし以降もモデル活動はアイロボ公式Twitter（現・X）から発表されるなど、以降も不定期でアイロボに関わっている。

## 人物
- 特技は、ダンス・器械体操[17]。
- 好きな食べ物は、お寿司とグミ。嫌いな食べ物は、ピーマン、ネギ、セロリ、パクチー[18]。
- 好きなものは、キティちゃん。
- DokiDoki☆ドリームキャンパスでの自己紹介口上は「くるるん、くるるん、くるるんぽん！ちょっとブリっ子な魔法使い（見習い）のみゆゆこと末永みゆです」であった。
- 妹がおり、かつてはアイロボメンバーとして芸能活動をしていた（末永ゆき名義[19]“☆姉妹☆”.   末永みゆのホッとブログ (2012年6月20日). 2013年7月20日閲覧。</ref>。

## 作品

### 映像作品
- はじめまして 末永みゆ 15歳 中3（2010年9月17日、サンクチュアリ） DVD
- 末永みゆ 14歳中3 みゆちゃんの中学生日記プラス（2010年12月10日、サンクチュアリ） DVD
- 末永みゆ 15歳中3 卒業作品ぜんぶスクール水着SP（2011年3月4日、サンクチュアリ） DVD
- 末永みゆ 15歳中3 卒業作品ぜんぶ競泳水着SP（2011年3月4日、サンクチュアリ） DVD
- クリームパフェ（2011年6月10日、chama） DVD
- IS〜高校生初めての沖縄♪〜（2011年9月2日、渋谷ミュージック） DVD
- シークレットピース（2011年12月16日、渋谷ミュージック） DVD
- 末永みゆ 15歳高校1年生 エンジェルラブリーホワイトシリーズ vol.2 ピンク編（2012年2月4日、渋谷ミュージック） DVD
- 末永みゆ 15歳高校1年生 ストレートグラビア（2012年5月19日、アテナ音楽出版）DVD＆BD
- 末永みゆ ロデオ スポーツフィットネス全部ロデオSP 〜しっかりウエストダイエット〜（2012年8月15日、アテナ音楽出版） DVD&BD
- ぜ〜んぶ競泳水着だよっ!!（2012年8月18日、アテナ音楽出版） DVD＆BD
- ミスアテナ2012 vol.3「IS act2」（2012年10月6日、アテナ音楽出版） DVD＆BD
- アイドルロデオ vol.1（2013年5月11日、アテナ音楽出版） DVD＆BD
- プリンセスオールスター（2013年8月10日、zeus） DVD＆BD
- 日テレジェニック2013 末永みゆ（2013年11月27日、バップ）DVD＆BD
- 高校生なう（2014年2月23日、オリガミ） DVD＆BD
- 高校生卒業 高校生最後のセーラー服（2014年4月23日、オリガミ） DVD＆BD
- 高校卒業おめでとう（2014年6月14日、サンクチュアリ） DVD
- 白水着なう 〜白い思い出〜（2014年9月23日、オリガミ） DVD&BD デジタル写真集あり
- 白水着なう 〜白い思い出〜 VOL.2（2015年7月23日、オリガミ） DVD&BD デジタル写真集あり
- デジタル写真集 アイロボ（2015年7月25日、オリガミ） DVD&BD
- 全部白水着物語（2016年4月21日、Digital Fresh） DVD&BD デジタル写真集あり
- 競泳水着物語～白と赤の思い出～（2017年3月25日、オリガミ） DVD&BD[20]
- 光沢水着なう ～全部キラキラ光沢水着～ 末永みゆ（2017年6月24日、オリガミ） DVD&BD[21]

企画DVD
- 末永みゆ 総集編Z＋未公開シーン（2013年5月11日、アテナ音楽出版） DVD＆BD
- 全部競泳水着 DVD NEXT（2013年6月15日 、アテナ音楽出版）出演：末永みゆ、大谷彩夏、ひなた、芹沢南、水波メイカ、美咲姫、木乃下のの

フォトブック
- 末永みゆ 鬼怒川ではじける（2021年9月29日、撮影：魚住誠一）

共演
- 東京どっかん vol.1（2011年10月7日、エンジェル）共演：水波メイカ、佐々木みゆう、水沢えり子
- ガールズトーク vol.1（2011年11月4日、渋谷ミュージック）共演：水波メイカ、佐々木みゆう、水沢えり子

## 出演

### テレビ
- アイドルの穴〜日テレジェニックを探せ!〜（2013年、日本テレビ）
- 全力坂（2013年11月、テレビ朝日）
- アイドル☆リーグ!（2013年12月20日 - 2014年3月28日、日本テレビ）
- 第1回Pigooドラマ「イカロスの瞳」（2015年8月1日・16日、スカパー!・アイドル専門チャンネルPigoo）
- 超電光スパークルZ（2016年2月6日 - 4月23日、千葉テレビ放送） - 君嶋綾陽 / スパークルファイア 役
  - 超電光スパークルZスピンオフ 木更津アサリ姫伝説（2016年7月、千葉テレビ放送）
- 高校野球全力応援TV ガチファン（2016年7月、千葉テレビ放送） - アシスタント[22]
- WIN BY ALL!（2016年8月、千葉テレビ放送）
- コック警部の晩餐会 第2話（2016年10月26日、TBS） - 女子学生 役
- THE GOOD WIFE / グッドワイフ（2019年1月13日 - 、TBS） - 佐竹凛子 役

### 舞台
- アリスインプロジェクト
  - 「デジタル ホムンクルス[23]」（2013年12月18日 - 23日、シアターKASSAI） - シズカ 役
  - 「エデンの空に降りゆく星唄[24]」（2014年8月13日 - 17日、六行会ホール） - ロボ子 役
  - 「戦国降臨ガール・ReBirth[25]」（2014年10月29日 - 11月3日、六行会ホール） - 直江愛 役
- シアターキューブリック「サンタクロース・ドットコム![26]」ひげチーム（2014年12月19日 - 27日、中野・テアトルBONBON） - 主演・田沢ふみえ 役
- てーきゅう 〜先輩とめぐりあう時間たち〜（2015年7月29日 - 8月2日、日本芸術専門学校大森校劇場） - 近藤アネンコフ 役[27]
  - てーきゅう 〜先輩とめぐりあう時間たち〜 ディレクターズカット（2016年3月16日 - 21日、日本芸術専門学校大森校劇場） - 近藤アネンコフ 役[28]
- Zen-A「おやすみジャック・ザ・リッパー」（2016年4月22日23日、博品館劇場） - 赤ずきん（姉） 役 ※日替わりゲスト
- Office54「23区女子[29]」（2016年5月27日 - 30日、座・高円寺2） - 主演・中野区 役
- ねこ軍議～飼い猫はどいつニャ？～（舞台「のぶニャがの野望」番外公演 / 2016年8月6日、新大久保R'sアートコート） ‐ いニャ姫 役
- ドリームプリンセス「放課後戦記」（2016年10月5日 - 10日、新宿村LIVE） - 戯女遊鎖 役
- モブサイコ100（2018年1月6日 - 14日、天王洲 銀河劇場） - 米里イチ 役[30]
  - モブサイコ100 裏対裏（2018年9月13日 - 17日、天王洲銀河劇場 / 9月20日 - 23日、新神戸オリエンタル劇場） - 米里イチ 役
- 誰ガ為のアルケミスト舞台版『聖石の追憶』（2019年6月26日 - 30日、博品館劇場） - カグラ 役[31]
- テイルズ オブ ザ ステージ -光と影の正義-（2019年12月5日 - 15日、天王洲 銀河劇場） - エステル 役[32]
- 合同会社ものづくり計画「知恵と希望と極悪キノコ」（2021年2月23日 - 28日、紀伊國屋サザンシアター） - 水音モモ 役[33]
- ネルケプランニング「少女☆歌劇 レヴュースタァライト -The LIVE-#3 Growth 」（2021年7月27日 - 8月1日、品川プリンスホテル ステラボール） - 進藤 波江 役[34][35]
- style office「レイザーマーガレット～エピソード0～」（2022年4月27日 - 5月1日、シアターグリーンBIG THREE THEATER） - 香里園萌菜 役[36]
- ILLUMINUS「純血の女王2022」（2022年5月28日 - 6月5日、六行会ホール） - ロベルタ 役[37]
- トキエンタテインメント「A-カウントダウン-」（2022年10月19日 - 23日、上野ストアハウス） - 主演・土屋裕美 役[38]
- ALPHA Entertainment×E-Stage Topia「ヨツバリベンジ」（2023年3月28日 - 31日、渋谷区文化総合センター大和田 伝承ホール） - 広瀬かすみ 役[39]
- アサルトリリィ×ルドビコ女学院「シュベスターの祈り」（2023年5月18日 - 21日、新宿・シアターサンモール） - 黒木・フランシスカ・百合亜 役[40]
- E-Stage Topia「ENCUMBRANCE」（2023年8月9日 - 13日、中野・テアトルBONBON） - 桃坂環 役[41]
- E-Stage Topia「VALENT[42]」（2024年2月7日 - 11日、中野・ザ・ポケット） - カカオ 役
- 甘美なる誘拐（2024年9月13日 - 16日、シアター1010）[43]

### 朗読劇
- HARAJUKU-天使がくれた七日間（2020年1月31日 - 2月3日、中目黒キンケロシアター） - 愛子 役[44]

### 映画
- アリスインプロジェクト「鐘が鳴りし、少女達は銃を撃つ」（2014年3月、山岸謙太郎監督） - ビセイ 役、ゆうばり国際ファンタスティック映画祭上映作品[45]
- ファンタズム（2015年9月22日、武田真悟監督）[46]
- 一瞬と永遠（2015年11月29日、浜田翔子監督）[47][48]
- 劇場版 恐怖のお持ち帰り〜ホラー映画監督の心霊実話怪談〜（2016年7月17日、福谷修監督）
- U-31（2016年8月、谷健二監督） - 第8回島ぜんぶでおーきな祭（沖縄国際映画祭）にてプレミア上映
- PKP「サプライズ!」（2017年4月、松多壱岱監督） - みゅうみゅう 役
- 牙狼〈GARO〉 神ノ牙-KAMINOKIBA-（2018年、雨宮慶太監督） - 人型ホラー 役

### インターネット放送
- 浜田翔子,杉原枝利香,末永みゆの「はまりんす」（2016年2月22日 - 、ニコニコ生放送）
- ビッグサマーボーイ 第2話（2016年11月、YouTube・夏目大一朗チャンネル） - みゆ 役
- あしたのSHOW（2021年11月23日 - 2021年12月7日配信）[49]

### 主催イベント
- 末永みゆスペシャル生誕祭2017（2017年11月3日、ミューズ音楽院本館1Fホール）※2部制

### 雑誌
- クリーム（ワイレア出版）